# XTRMNTR
«XTRMNTR» (с англ. Exterminator в переводе значит «Истребитель») — шестой студийный альбом шотландского музыкального коллектива Primal Scream, выпущенный 31 января 2000 года.

## Об альбоме

### Оформление

Рекламный постер альбома «XTRMNTR»

На обложку альбома помещен коллаж, в котором использованы изображения на тему авиации. Справа изображен пилот с заретушированным лицом. Изображение пилота продублировано: позади фигуры расцвеченной оранжевым находится та же фигура пилота, но большего размера и монохромно серого цвета. Слева расположено отрывочное изображение истребителя в монохромно серой расцветке. На фюзеляже истребителя нарисован акулий оскал и число 203. Под обрывочным изображением военного самолета, помещен обрывок изображения с нижней частью туловища идущего человека. Название группы и альбома набрано трафаретным шрифтом. Все гласные буквы пропущены (т. н. консонантное письмо).

PRML SCRM 
XTRMNTR
На рекламных плакатах альбома «XTRMNTR» тема авиации дополнялась, к примеру, летящими вертолетами. И общая гамма коллажа была более агрессивно красной.

## Список композиций
1. «Kill All Hippies» — 4:57
2. «Accelerator» — 3:41
3. «Exterminator» — 5:49
4. «Swastika Eyes» (Jagz Kooner Mix) — 7:06
5. «Pills» — 4:17
6. «Blood Money» — 7:03
7. «Keep Your Dreams» — 5:24
8. «Insect Royalty» — 3:35
9. «MBV Arkestra» (If They Move Kill 'Em) — 6:41
10. «Swastika Eyes» (Chemical Brothers Mix) — 6:33
11. «Shoot Speed/Kill Light» — 5:19

## Участники записи
- Primal Scream:
  - Бобби Гиллеспи — вокал, тексты
  - Роберт Янг — гитара, тексты
  - Эндрю Иннес — гитара, тексты
  - Мартин Даффи — клавишные
  - Даррин Муни — ударные
  - Гари Маунфилд — бас-гитара, тексты
  - Jim Hunt
  - Duncan Mackay
- Brendan Lynch — продюсер
- Jagz Kooner — микширование («Swastika Eyes» (Jagz Kooner Mix))
- Chemical Brothers — микширование («Swastika Eyes» (Chemical Brothers Mix))
- House@Intro London — оформление
- Marco Nelson
- Kevin Shields
- Bernard Sumner
- Phil Mossman
- Darren Morris
- Zac Danziger
- Greg Knowles
- Gay-Yee Westerhoff